# Mueang Nonthaburi (huyện)
Amphoe Mueang Nonthaburitiếng Thái: อำเภอเมืองนนทบุรี, phát âm tiếng Thái: [Ăm-phơ Mường Nontháburi]) là huyện thủ phủ của tỉnh Nonthaburi ở Thái Lan. Thành phố Nonthaburi với dân số 267.001.

## Lịch sử
Huyện này ban đầu có tên là Talat Khwan. Simon de La Loubére, một công sự đặc mệnh tại Ayutthaya, đã viết sách về Talat Khwan (Talacoan) là một địa điểm chính bên bờ sông Chaophraya. Tuy nhiên, năm thành lập địa danh này không rõ. Năm 1917, cơ quan hành chính tỉnh Nonthaburi đã được dời đến huyện này, huyện đã được đổi tên thành Mueang Nonthaburi. Từ ngày 1 tháng 1 năm 1943 đến ngày 9 tháng 5 năm 1946, tỉnh Nonthaburi bị giải thể và chia ranh giữa hai tỉnh Thonburi và Phra Nakhon, huyện này thuộc tỉnh Phra Nakhon và được đổi tên thành Nonthaburi. Sau khi tỉnh được tái lập, tên của huyện được đổi thành Mueang Nonthaburi.

## Hành chính
Huyện này được chia thành 10 phó huyện (tambon), các đơn vị này lại được chia ra thành 77 làng (muban). Thành phố (thesaban nakhon) của Nonthaburi nằm trên tambon Suan Yai, Talat Khwan, Bang Khen, Bang Kraso và Tha Sai. Bang Si Mueang là thị xã (thesaban mueang) và nằm trên tambon Bang Si Mueang và Bang Krang. Sai Ma là thị trấn (thesaban tambon) và nằm trên tambon cùng tên.
| STT | Tên            | Thai      | Dân số | Số làng |
| --- | -------------- | --------- | ------ | ------- |
| 1.  | Suan Yai       | สวนใหญ่    | 39,270 | 9       |
| 2.  | Talat Khwan    | ตลาดขวัญ   | 55,298 | 11      |
| 3.  | Bang Khen      | บางเขน    | 42,819 | 9       |
| 4.  | Bang Kraso     | บางกระสอ  | 55,574 | 9       |
| 5.  | Tha Sai        | ท่าทราย    | 73,827 | 7       |
| 6.  | Bang Phai      | บางไผ่     | 8.027  | 5       |
| 7.  | Bang Si Mueang | บางศรีเมือง | 21.986 | 5       |
| 8.  | Bang Krang     | บางกร่าง   | 22,095 | 10      |
| 9.  | Sai Ma         | ไทรม้า     | 17.261 | 6       |
| 10. | Bang Rak Noi   | บางรักน้อย  | 15.344 | 6       |